# Pseudocarpidium wrightii
Pseudocarpidium wrightii là một loài thực vật có hoa trong họ Hoa môi. Loài này được Millsp. miêu tả khoa học đầu tiên năm 1906.